# 11. ceremonia wręczenia Oscarów
11. ceremonia rozdania Oscarów odbyła się 23 lutego 1939 roku w Hotelu Biltmore w Los Angeles. Mistrzem ceremonii był Frank Capra.

## Laureaci i nominowani
Dla wyróżnienia zwycięzców poszczególnych kategorii, napisano ich pogrubioną czcionką oraz umieszczono na przedzie (tj. poza kolejnością nominacji na oficjalnych listach).

### Najlepszy Film
- wytwórnia: Columbia − Cieszmy się życiem
- wytwórnia: Warner Bros.-First National − Przygody Robin Hooda
- wytwórnia: 20th Century Fox − Szalony chłopak
- wytwórnia: Metro-Goldwyn-Mayer − Miasto chłopców
- wytwórnia: Metro-Goldwyn-Mayer − Złudzenia życia
- wytwórnia: Warner Bros.-First National − Cztery córki
- wytwórnia: Realization D'Art Cinematographique − Towarzysze broni
- wytwórnia: Warner Bros. − Jezebel
- wytwórnia: Metro-Goldwyn-Mayer − Pigmalion
- wytwórnia: Metro-Goldwyn-Mayer − Brawura

### Najlepszy Aktor
- Spencer Tracy − Miasto chłopców
- Charles Boyer −  Algier
- James Cagney − Aniołowie o brudnych twarzach
- Robert Donat − Złudzenia życia
- Leslie Howard − Pigmalion

### Najlepsza Aktorka
- Bette Davis − Jezebel
- Fay Bainter − White Banners
- Wendy Hiller − Pigmalion
- Norma Shearer − Maria Antonina
- Margaret Sullavan − Trzej towarzysze

### Najlepszy Aktor Drugoplanowy
- Walter Brennan − Kentucky
- John Garfield − Cztery córki
- Gene Lockhart −  Algier
- Robert Morley − Maria Antonina
- Basil Rathbone − Żebrak w purpurze

### Najlepsza Aktorka Drugoplanowa
- Fay Bainter − Jezebel
- Beulah Bondi − W ludzkich sercach
- Billie Burke − Merrily We Live
- Spring Byington − Cieszmy się życiem
- Miliza Korjus − Wielki walc

### Najlepszy Reżyser
- Frank Capra − Cieszmy się życiem
- Michael Curtiz − Aniołowie o brudnych twarzach
- Norman Taurog − Miasto chłopców
- King Vidor − Złudzenia życia
- Michael Curtiz − Cztery córki

### Najlepsze Materiały do Scenariusza
- Dore Schary i Eleanore Griffin − Miasto chłopców
- Irving Berlin − Szalony chłopak
- Rowland Brown − Aniołowie o brudnych twarzach
- John Howard Lawson − Blockade
- Marcella Burke i Frederick Kohner − Pensjonarka
- Frank Wead − Brawura

### Najlepszy Scenariusz Adaptowany
- scenariusz i dialogi: George Bernard Shaw, adaptacja: W.P. Lipscomb, Cecil Lewis i Ian Dalrymple − Pigmalion
- John Meehan i Dore Schary − Miasto chłopców
- Ian Dalrymple, Frank Wead i Elisabeth Hill − Złudzenia życia
- Julius J. Epstein i Leonore Coffee − Cztery córki
- Robert Riskin − Cieszmy się życiem

### Najlepsze Zdjęcia
- Joseph Ruttenberg − Wielki walc
- James Wong Howe −  Algier
- Ernest Miller i Harry J. Wild − Army Girl
- Victor Milner − Korsarz
- Ernest Haller − Jezebel
- Joseph Valentine − Pensjonarka
- Norbert Brodine − Merrily We Live
- J. Peverell Marley − Suez
- Robert de Grasse − Blond niebezpieczeństwo
- Joseph Walker − Cieszmy się życiem
- Leon Shamroy − Młode serca

### Najlepsza Scenografia i Dekoracja Wnętrz
- Carl J. Weyl − Przygody Robin Hooda
- Lyle Wheeler − Przygody Tomka Sawyera
- Bernard Herzbrun i Boris Leven − Szalony chłopak
- Alexander Toluboff −  Algier
- Van Nest Polglase − Zakochana pani
- Richard Day − The Goldwyn Follies
- Stephen Goosson i Lionel Banks − Wakacje
- Hans Dreier i John Goodman − Żebrak w purpurze
- Jack Otterson − Pensjonarka
- Cedric Gibbons − Maria Antonina
- Charles D. Hall − Merrily We Live

### Najlepszy Dźwięk
- United Artists Studio Sound Department, reżyser dźwięku: Thomas Moulton − Kowboj i dama
- Republic Studio Sound Department, reżyser dźwięku: Charles Lootens − Army Girl
- Warner Bros. Studio Music Department, reżyser dźwięku: Nathan Levinson − Cztery córki
- Paramount Studio Sound Department, reżyser dźwięku: Loren Ryder − Żebrak w purpurze
- Hal Roach Studio Sound Department, reżyser dźwięku: Elmer Raguse − Merrily We Live
- 20th Century Fox Studio Sound Department, reżyser dźwięku: Edmund Hansen − Suez
- Metro-Goldwyn-Mayer Studio Sound Department, reżyser dźwięku: Douglas Shearer − Zakochani
- Universal Studio Sound Department, reżyser dźwięku: Bernard Brown − That Certain Age
- RKO Radio Studio Sound Department, reżyser dźwięku: John Aalberg − Blond niebezpieczeństwo
- Columbia Studio Sound Department, reżyser dźwięku: John Livadary − Cieszmy się życiem

### Najlepsza Piosenka
- „Thanks for the Memory” − Wielka transmisja − muzyka: Ralph Rainger, słowa: Leo Robin
- „Always and Always” − Modelka − muzyka: Edward Ward, słowa: Chet Forrest i Bob Wright
- „Change Partners and Dance with Me” − Zakochana pani − muzyka i słowa: Irving Berlin
- „The Cowboy and the Lady” − Kowboj i dama − muzyka: Lionel Newman, słowa: Arthur Quenzer
- „Dust” − Under Western Stars − muzyka i słowa: Johnny Marvin
- „Jeepers Creepers” − Going Places − muzyka: Harry Warren, słowa: Johnny Mercer
- „Merrily We Live” − Merrily We Live − muzyka: Phil Craig, słowa: Arthur Quenzer
- „A Mist over the Moon” − The Lady Objects − muzyka: Ben Oakland, słowa: Oscar Hammerstein II
- „My Own” − That Certain Age − muzyka: Jimmy McHugh, słowa: Harold Adamson
- „Now It Can Be Told” − Szalony chłopak − muzyka i słowa: Irving Berlin

### Najlepsza Muzyka Oryginalna
- Erich Wolfgang Korngold − Przygody Robin Hooda
- Victor Young − Army Girl
- Marvin Hatley − Zakute łby
- Werner Janssen − Blockade
- Victor Young − Breaking the Ice
- Alfred Newman − Kowboj i dama
- Richard Hageman − Żebrak w purpurze
- Herbert Stothart − Maria Antonina
- Robert Russell Bennett − Pacific Liner
- Louis Silvers − Suez
- Franz Waxman − Młode serca

### Najlepsza Ścieżka Muzyczna
- Alfred Newman − Szalony chłopak
- Victor Baravalle − Zakochana pani
- Morris Stoloff i Gregory Stone − Szkoła dla dziewcząt
- Alfred Newman − The Goldwyn Follies
- Max Steiner − Jezebel
- Charles Previn i Frank Skinner − Pensjonarka
- Cy Feuer − Storm over Bengal
- Herbert Stothart − Zakochani
- Marvin Hatley − Przygoda we dwoje
- Boris Morros − Tropic Holiday
- Franz Waxman − Młode serca

### Najlepszy Montaż
- Ralph Dawson − Przygody Robin Hooda
- Barbara McLean − Szalony chłopak
- Tom Held − Wielki walc
- Tom Held − Brawura
- Gene Havlick − Cieszmy się życiem

### Najlepszy Krótkometrażowy Film Animowany
- Walt Disney − Byczek Fernando (z serii Silly Symphonies)
- Walt Disney − Dzielny krawczyk (z serii o Myszce Miki)
- Walt Disney − Życie skauta (z serii o Kaczorze Donaldzie)
- Paramount Pictures − Hunky and Spunky (z serii Color Classics)
- Walt Disney − Mother Goose Goes Hollywood (z serii Silly Symphonies)

### Najlepszy Krótkometrażowy Film na Jednej Rolce
- Metro-Goldwyn-Mayer − That Mothers Might Live
- Metro-Goldwyn-Mayer − The Great Heart
- 20th Century Fox − Timber Toppers

### Najlepszy Krótkometrażowy Film na Dwóch Rolkach
- Warner Bros. − The Declaration of Independence
- Warner Bros. − Swingtime in the Movies
- Metro-Goldwyn-Mayer − They're Always Caught

### Oscary honorowe i specjalne
- J. Arthur Ball − za filmowanie w kolorze i inne innowacje
- Harry M. Warner − za historyczny film krótkometrażowy
- Walt Disney − za osiągnięcia przy tworzeniu filmu „Królewna Śnieżka i siedmiu krasnoludków„
- Spawn Of North − za efekty specjalne stworzone w Paramount Pictures[1]
- Oliver Marsh i Allen Davey − za zastosowanie kolorowych zdjęć w filmie Zakochani
- Deanna Durbin i Mickey Rooney − za dziecięce aktorstwo

### Nagroda im. Irvinga G. Thalberga
Nagrodę otrzymał pierwszy z listy, a pozostałe nazwiska to nominacje, które zostały ogłoszone jedynie w tym roku.
- Hal B. Wallis
- Samuel Goldwyn
- Joe Pasternak
- David O. Selznick
- Hunt Stromberg
- Walter Wanger
- Darryl F. Zanuck

### Nagrody Naukowe i Techniczne

#### Klasa III
- John Aalberg i RKO Radio Studio Sound Department − za zastosowania kompresji podczas nagrywania i produkcji filmowej
- Byron Haskin i Warner Bros. Special Effects Department − za pionierskość stworzenia oraz za pierwsze praktyczne zastosowanie w produkcji filmowej projektora z trzema głowicami (triple head background projector)